# Pelzfabrik Kailis

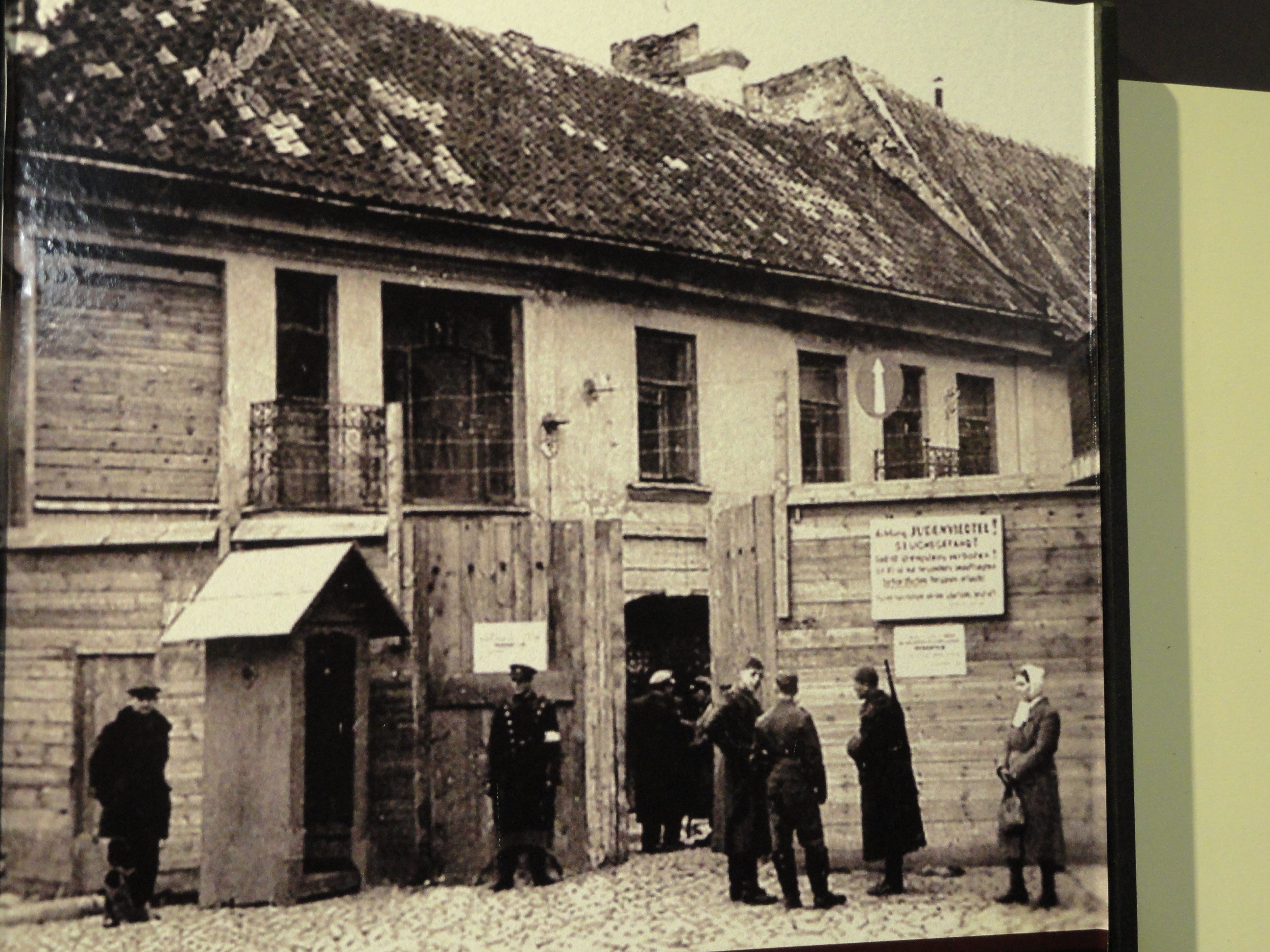
Haupteingang zum Ghetto Wilna (1941)

Die Pelzfabrik Kailis in Wilna (deutsch für Vilnius, Hauptstadt von Litauen) produzierte in der Zeit der deutschen Besetzung Kleidung für die deutsche Wehrmacht, angegliedert war unter anderem eine Schneiderei. In direkter Nachbarschaft befanden sich ein Konzentrationslager für Juden und ein Lager für Zwangsarbeiter, aus denen Arbeitskräfte zwangsrekrutiert wurden (Eröffnung des Lagers September 1943; Schließung 3. Juli 1944). Einige Zeit lang bewahrte die Beschäftigung dort jüdische Menschen vor der Ermordung oder dem Transport in die Vernichtungslager.

## Geschichte

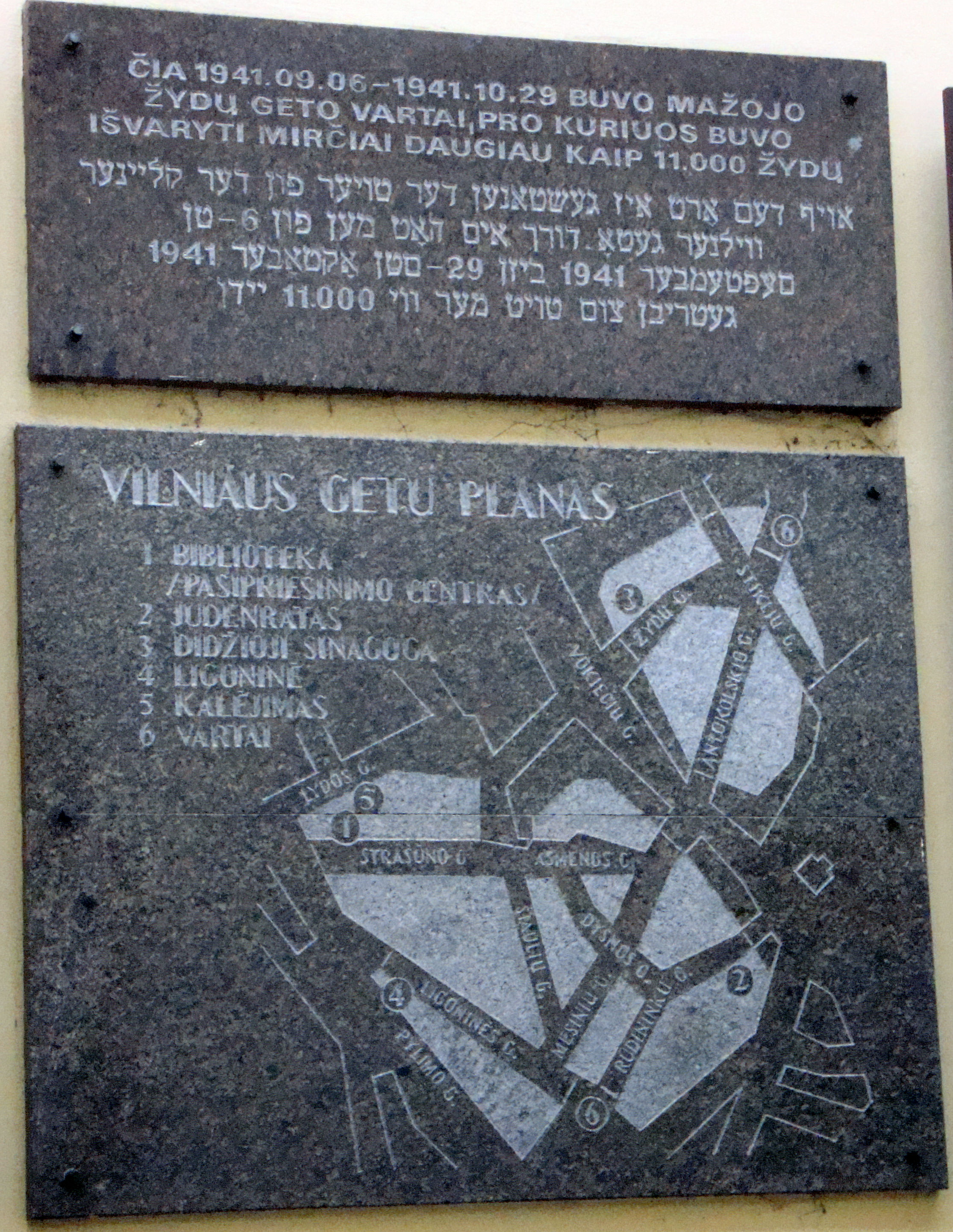
Gedenktafel (litauisch/jiddisch) und Lageplan des Ghettos

### Ghetto Wilna
Wenige Tage nach dem Beginn des Krieges gegen die Sowjetunion am 22. Juni 1941 war Litauen vollständig unter deutscher Besatzung. Im Gefolge der Wehrmacht kamen Einsatzgruppen der Sicherheitspolizei und des SD. Deren Aufgabe bestand in der brutalen Umsetzung der nationalsozialistischen Rassenideologie und Völkermordpolitik, unter anderem durch die Ermordung von Juden, Kommunisten, Roma und allen „feindlichen Elementen“. Teilweise noch vor den deutschen Einsatzgruppen machten litauische „Partisanen“ sofort nach Beginn des Einmarsches Jagd auf Bolschewiken und Juden, was sich in sehr kurzer Zeit zur systematischen Auslöschung der jüdischen Bevölkerung entwickelte. Im Dezember 1939 lebten in Litauen etwa 150.000 Juden. Bereits Ende 1941 meldete Karl Jäger: „Ich kann heute feststellen, dass das Ziel, das Judenproblem für Litauen zu lösen, vom EK. 3 erreicht worden ist. In Litauen gibt es keine Juden mehr, außer den Arbeitsjuden incl. ihrer Familien. Das sind in Schaulen ca. 4500, in Kauen 15.000 in Wilna ca. 15.000. Diese Arbeitsjuden incl. ihrer Familien wollte ich ebenfalls umlegen, was mir jedoch scharfe Kampfansage der Zivilverwaltung (dem Reichskommissar) und der Wehrmacht eintrug und das Verbot auslöste: Diese Juden und ihre Familien dürfen nicht erschossen werden!“
Das bedeutende jüdische Viertel der Stadt Vilnius, von den Juden der Welt als „litauisches Jerusalem“ bezeichnet, wurde am 6. September 1941 auf Gestapobefehl zu einem jüdischen Ghetto umgewandelt. Dorthin wurden fast 40.000 Menschen (nach anderer Quelle 60.000) verbracht. Die jüdischen Anwohner waren zuvor aus ihren Häusern geholt und zum großen Teil umgebracht worden. Im Oktober wurde ein so genanntes „kleines Ghetto“ wieder aufgelöst, nachdem die „nicht produktiven“ Gefangenen ermordet und die arbeitsfähigen in das „große“ Ghetto umgesiedelt worden waren. Im Jahr 1943 wurden die Juden der umliegenden Ghettos nach Wilna gebracht, die „Überzähligen“ wurden in Ponary umgebracht.
Am 23. und 24. September 1943 wurde das Ghetto Wilna liquidiert. Etwa 3700 arbeitsfähige Männer wurden von den Deutschen in das KZ Vaivara und dessen KZ-Außenlager Klooga in Estland sowie in das KZ Riga-Kaiserwald in Lettland deportiert. Die Alten und Mütter mit Kindern, insgesamt über 4000 Menschen, kamen in das Vernichtungslager Sobibór oder wurden in Ponary bei Wilna ermordet. Von der Deportation ausgenommen waren etwa 2500 jüdische Arbeitskräfte, die im Heereskraftfahrpark (HKP) sowie in der Pelzfabrik Kailis arbeiteten.
Kurz vor der Liquidierung des Ghettos wurden zwischen 1000 und 1500 jüdische Arbeiter mit ihren Frauen und Kindern in zwei große, mehrstöckige, wenige hundert Meter voneinander entfernte Gebäude in der Mindaugienes-Straße (heute Taraso-Ševčenkos-Straße) einquartiert. Im Sprachgebrauch der Bewohner hießen sie der erste und der zweite Block. Die beiden, je von einem Holzzaun umgebenen Häuser, lagen gegenüber der Pelzfabrik Kailis. Auf das Lagergelände gelangte man durch ein bewachtes Tor. Die Ernährung der Häftlinge war sehr dürftig, sie bestand aus etwas Brot und manchmal Pferdefleisch. Zum Mittagessen mussten die Häftlinge in die Häuser zurückkehren.

### Pelzfabrik Kailis und Lager Kailis

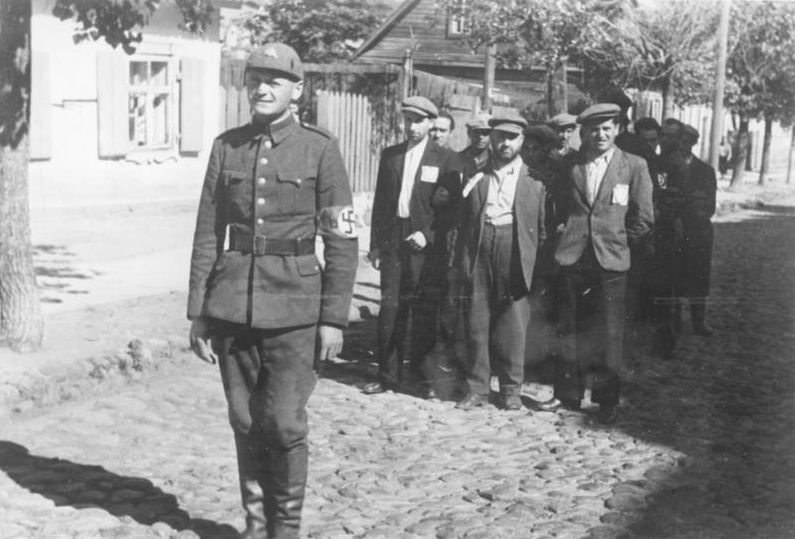
Originalbeschreibung: Litauischer Soldat mit einem Trupp Juden abmarschbereit zur angewiesenen Arbeitsstelle. Alle Juden tragen auf Brust und Rücken ein „J“ auf weissem Grund als Kennzeichen ihrer Rassezugehörigkeit.

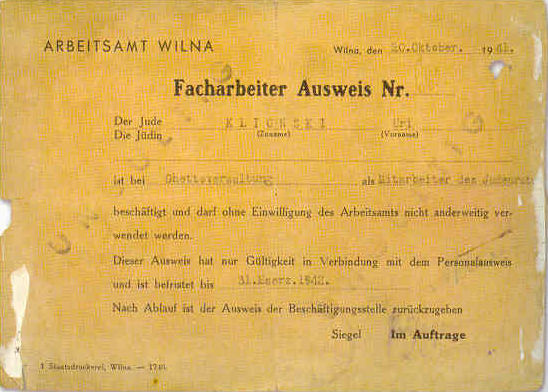
Arbeitsschein für das Ghetto Wilna (Oktober 1941)

Im Rahmen der Besetzung Litauens durch die russische Armee im Jahr 1940 wurde die litauische Industrie enteignet, verstaatlicht und branchenmäßig in Trusts zusammengefasst. Die Lederindustrie und die Pelzindustrie spielten in dem Agrarstaat eine bedeutende Rolle, im Jahr 1937 Jahren fand die „3. Internationale Pelzmesse in Vilnius“ statt. Zu dem gebildeten Leder-Trust gehörten etwa 35 Betriebe der Leder- und Pelzindustrie. Die früheren Besitzer waren teils von den russischen Besatzern eingesperrt oder verschleppt worden, teils waren sie als Angestellte weiter in ihren ehemaligen Unternehmen tätig. Die deutsche Wehrmacht nahm nach ihrem Einmarsch diese Betriebe als Kriegsbeute in Besitz und übergab sie später einer deutschen Treuhandverwaltung, da sie inzwischen als russisches Staatseigentum galten. In den Betrieben wurden deutsche oder litauische Treuhänder als verantwortliche Betriebsführer eingesetzt. Zwei deutsche Fachleute, einer für Leder, der andere für Pelze, so genannte Sonderführer, hatten die Aufgabe, die Gerberei- und Lederbetriebe technisch zu überwachen, für die Einhaltung der Produktionspläne zu sorgen und sie fachmännisch zu unterstützen. Von Kaunas aus (100 km westlich von Wilna) waren sie für das Heranschaffen des Rohmaterials, die Bereitstellung der Arbeitskräfte und für den ordnungsgemäßen technischen Ablauf der Produktion verantwortlich. Außerdem hatten sie die Aufgabe, die deutschen Zivilisten in Kaunas mit Schuhwerk und Winterpelzen zu versorgen, wofür sie bestimmte Kontingente zur Verteilung zugeteilt bekamen, über die sie mit Freigabebescheinigungen verfügten.
In den ersten Monaten nach Einrichtung der litauischen Ghettos erstellte man spezielle Arbeitsbrigaden, die mit der Sichtung des geraubten jüdischen Besitzes beschäftigt waren. Im Rathaus von Kaunas war es die sogenannte Jordan-Brigade. Diese Brigaden dienten zugleich privaten Bedürfnissen der deutschen Besatzer, daher beschäftigten sie, neben Juwelieren und Uhrmachern, die fähigsten Schneider- und Kürschnermeister. Deren Erzeugnisse schickten Wehrmachts-, Polizei- und SS-Angehörige teilweise nach Hause zu ihren Ehefrauen. Angestellte der Arbeitsstätten (Gefreite, Feldwebel, manchmal auch Offiziere) stellten einzelnen Juden sogar Bescheinigungen aus, die es den Gefangenen gestatteten, sich zeitweilig frei in der Stadt zu bewegen.
Die verschiedenen Pelzwerkstätten in Wilna gehörten hauptsächlich Juden. Die drei Pelzfabriken „Pelze“, „Nutria“ und „Ursus“ (Bär) wurden nach der sowjetischen Besetzung im Rahmen der Verstaatlichung in einer Fabrik zusammengefasst. Vor dem Krieg war die Pelzfabrik in der Wilnaer Altstadt, Etmonu 1. Im Oktober 1941 zog die Fabrik zur M.-Mindaugienės-Straße 16 um, wo vor dem Krieg die Firma „Elektrit“, ein Hersteller von Radiogehäusen, ihren Sitz hatte. Gleich nach der Besetzung begann man mit der Ausführung von Wehrmachtsaufträgen. Die Verlagerung des Betriebes wurde von Oscar Glik initiiert, einem der Leiter des jüdischen Krankenhauses. Glik war ein Flüchtling aus Österreich. Er hatte in Wilna einen militärangehörigen Schulfreund getroffen, der ihm zu Papieren verhalf, die ihn zum „Volksdeutschen“ machten. Nach Verfolgung und wirtschaftlichem Verlust standen die Leiter der Pelzfabrik vor der Entscheidung, den Betrieb zu schließen. Um den Juden zu helfen, schlug Glik dem deutschen Major Hauzler vor, der für die Versorgung des Lagers die Oberaufsicht hatte, die Pelzfabrik von der Wehrmacht zu übernehmen und sie in die geräumigere Elektrit umziehen zu lassen. Oskar Glik wurde mit dem Umzug gleichzeitig der eigentliche Leiter des Betriebes. Dadurch, dass der Betrieb wegen der Produktion warmer Winterkleidung für die Ostfront für besonders wehrwichtig erklärt wurde, erhielten fast alle dort tätigen Kürschner und Pelzveredler als eine der ersten den wesentlichen „gelben Schein“, der ihnen das vorläufige Überleben sicherte und der sie gegenüber den übrigen Lagerinsassen „privilegierte“. Der Zeitzeuge Gidon Arye, der nach seiner Flucht in die Wälder auch eine Jacke, aus von jemand anderem in der Fabrik gestohlenen Fellen, genäht bekam, gibt die Gesamtzahl der jüdischen Kürschner mit etwa 50 an, die restlichen kamen aus der Umgebung.
Vladimir Porudominski berichtete 2010 in einer Videodokumentation (im Internet abrufbar) von seinem in Wilna geborenen Vater, der zusammen mit zwei Brüdern, als gelernter Kürschner in der Pelzfabrik Kailis gearbeitet hatte. Er gehörte zur Leitung der Fabrik und hatte dort die Anfertigung von Pelzmosaiken eingeführt, das sind aus Fellresten hergestellte, teils gemäldeartige Bilder, die als Teppiche oder Wandbehänge genutzt werden. Neben anderen Arbeiten waren diese Erzeugnisse so sehr gefragt, dass eines im Jagdschloss von Hermann Göring und ein weiteres sich bei einem anderen Mitglied der Führung des Nazi-Deutschlands befand. Diese Beschäftigung verlängerte ihm und seiner Familie für zwei Jahre das Leben, bis alle wenige Tage vor der Befreiung umgebracht wurden, zusammen mit fast allen bis dahin dort noch überlebenden jüdischen Gefangenen.
Deutschen Soldaten und auch anderen Personen war in der ersten Zeit der Zugang in das der Pelzfabrik unmittelbar angrenzende Ghetto ungehindert möglich, vielleicht auch in die Fabrik direkt. Sie machten mit den Juden Geschäfte, auch waren Juden, unter denen sich zahlreiche gut ausgebildete Facharbeiter und Handwerker befanden, als Arbeitskräfte nicht nur in der Pelzfabrik besonders begehrt. Für Arbeiten tagsüber außerhalb des Lagers wurden sie anfangs in größerem Umfang „wild requiriert“.
Die Bedeutung der litauischen Industrie insgesamt für die deutsche Wehrmacht war beträchtlich. Allein die Aufträge aus dem Herbst 1941 umfassten ein Volumen von 4.841.800 RM. Mit Termin der Fertigstellung zum 15. Oktober 1941 erhielt die Pelzwerkstatt beispielsweise den Auftrag, „4790 Stück Pelze und 9000 Pelzkrägen“ zu arbeiten.

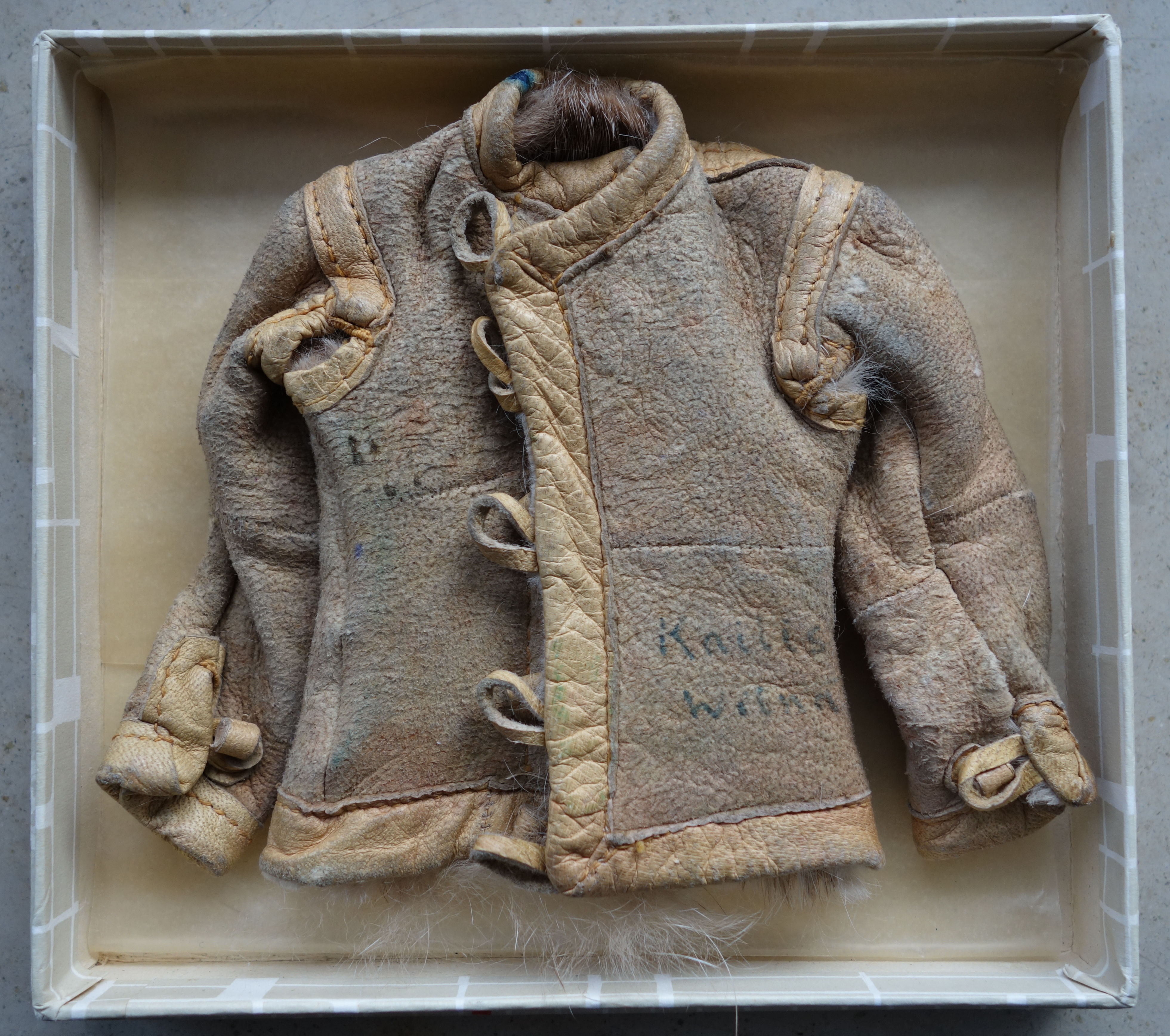
Ein nach Deutschland aus der Pelzfabrik mitgebrachtes Felljäckchen (11 Zentimeter lang)

Im Januar 1942 waren es insgesamt 537 Personen, die in der „Reichspelzfabrik Kailis“ arbeiteten, darunter 123 Juden und 53 Jüdinnen. Durch den Kontakt mit den nicht jüdischen Arbeitern war es den Juden möglich, zusätzliche Nahrungsmittel zu kaufen, um damit ihre schmalen Essensrationen aufzubessern, oder sie als Tauschware zu benutzen. Durch einen Brand, vermutlich durch ein nicht abgeschaltetes Bügeleisen verursacht, entdeckten die Sicherheitskräfte die besonderen Verhältnisse in der Pelzfabrik: „[…] wurde festgestellt, dass von sämtlichen in der Fabrik Beschäftigten laufend Diebstähle an Wehrmachtsgut verübt worden war [sic!]. Insgesamt wurden 16 Personen festgenommen, davon 13 erschossen und die übrigen mit Gefängnisstrafen belegt […] Weiter wurde ermittelt, dass der Wirtschaftsleiter der Fabrik, der sich als Volksdeutscher ausgegeben hatte, Volljude war und in die aufgedeckten Diebstähle verwickelt ist.“ Wirtschaftsleiter Oskar Glik und seine Ehefrau wurden im Februar des Jahres verhaftet und erschossen. Es wurde auch Sabotage vermutet, durch das Feuer wurden 60.000 bereits fertig gearbeitete Soldatenpelze aus Schaffell zerstört.
Die räumlichen Verhältnisse waren zu der Zeit sehr beengt. Es fehlten nicht nur Werkstatträume, die meisten Wohnungen in einem von Gregory Schur in seinem Tagebuch beschriebenen Häuser bestanden aus zwei Zimmern und einer Küche. In der Küche einer der Wohnungen von fünf mal drei Quadratmetern lebten 16 Menschen, in den zwei Räumen noch einmal je zehn.
Der Pelzfabrik-Häuserblock „Kailio“, Mindaugienės-Straße 7 beherbergte 1942 im Monat März 228 männliche und 275 weibliche Personen:
| 0 bis 4 Jahre = 13 Jungen, 13 Mädchen 5 bis 14 Jahre = 46 Jungen, 44 Mädchen 15 bis 19 Jahre = 23 Jungen, 45 Mädchen | 20 bis 29 Jahre = 29 Männer, 37 Frauen 30 bis 39 Jahre = 32 Männer, 39 Frauen 40 bis 49 Jahre = 50 Männer, 62 Frauen | 50 bis 59 Jahre = 27 Männer, 24 Frauen 60 bis 69 Jahre = 7 Männer, 8 Frauen ab 70 Jahre = 1 Mann, 3 Frauen. |

Im August 1943 wurde erwogen, die Pelzwarenfabrik Kailis von Wilna nach Riga zu verlegen. In Absprache mit dem Reichskommissar wurde jedoch beschlossen, dass „eine Verlagerung nach Riga nicht mehr in Frage kommt. Die Pelzwarenfabrik wird ihren bisherigen Betrieb […] weiterführen. Für die dort beschäftigten Juden soll ein Fabrik-Kz. innerhalb des Fabrikgeländes errichtet werden“. Damit wurde auch der Gedanke hinfällig, das Fabrikgelände dem Kraftfahrzeugpark der Wehrmacht zur Verfügung zu stellen.
Die Hauptarbeit in der Pelzfabrik mit der dazugehörenden Schneiderei bestand im Reinigen und Sortieren von Militärkleidung, neben den Arbeiten in der Kürschnerei. Andere Gefangene arbeiteten in der Elektrogerätefabrik Elfa, gegenüber dem Lager. Einige Frauen blieben im Lager und betreuten die Kinder, oder sie arbeiteten in der Bäckerei. Obwohl es verboten war, versuchten die Häftlinge ein Mindestmaß an kulturellem Leben aufrechtzuerhalten. Im ersten Gebäude gab es im Keller und unter dem Dach eine Betstube, im zweiten Block eine Schule für die Kinder. Für die Jugendlichen wurden Musikabende organisiert und es gab Auftritte jüdischer Schauspieler und Sänger.
Samstags hatten die jüdischen Arbeiter frei. Sie hatten die Genehmigung, in geführten Gruppen das einzige Badehaus im Lager zu besuchen. Dadurch behielten sie Kontakt zu den noch überlebenden Ghettobewohnern, sie trafen dort Freunde und Verwandte.
In den Wohnblocks hatten sich auch Zellen der jüdischen Untergrundbewegung FPO etabliert. Als am 23. September 1943 die endgültige Liquidation des Lagers einsetzte, gelang es etlichen Anwohnern, durch zuvor gegrabene, versteckte Tunnel zu entkommen, auch allen Mitgliedern der jüdischen Widerstandsbewegung, die sich mit weiteren Widerständlern in den umliegenden Wäldern verbargen. Nach schwierigen und schmerzlichen Diskussionen hatte man sich entschlossen, Mitglieder des Widerstandes und junge Ghettobewohner hinauszuschmuggeln, ihre Familien jedoch zurückzulassen. An dem verhängnisvollen 23. September verließen etwa 100 der letzten Kämpfer buchstäblich in letzter Minute das Lager durch die Kanalisation, innerhalb mehrerer Stunden im Kriechen zur „arischen“ Seite. Einige versteckte man innerhalb der Pelzfabrik Kailis, andere im Keller des Puschkin-Palasts. Die im Puschkin-Palast setzten ihre Flucht in der Nacht des 26. Septembers fort und erreichten am darauffolgenden Tag die Rudniki-Wälder. Die aus der Fabrik verließen ihr Versteck am 27. September und kamen zwei Tage später in den Wäldern an.

Das Gebäude der ehemaligen Elektrit und zeitweiligen Pelzfabrik im Jahr 2001
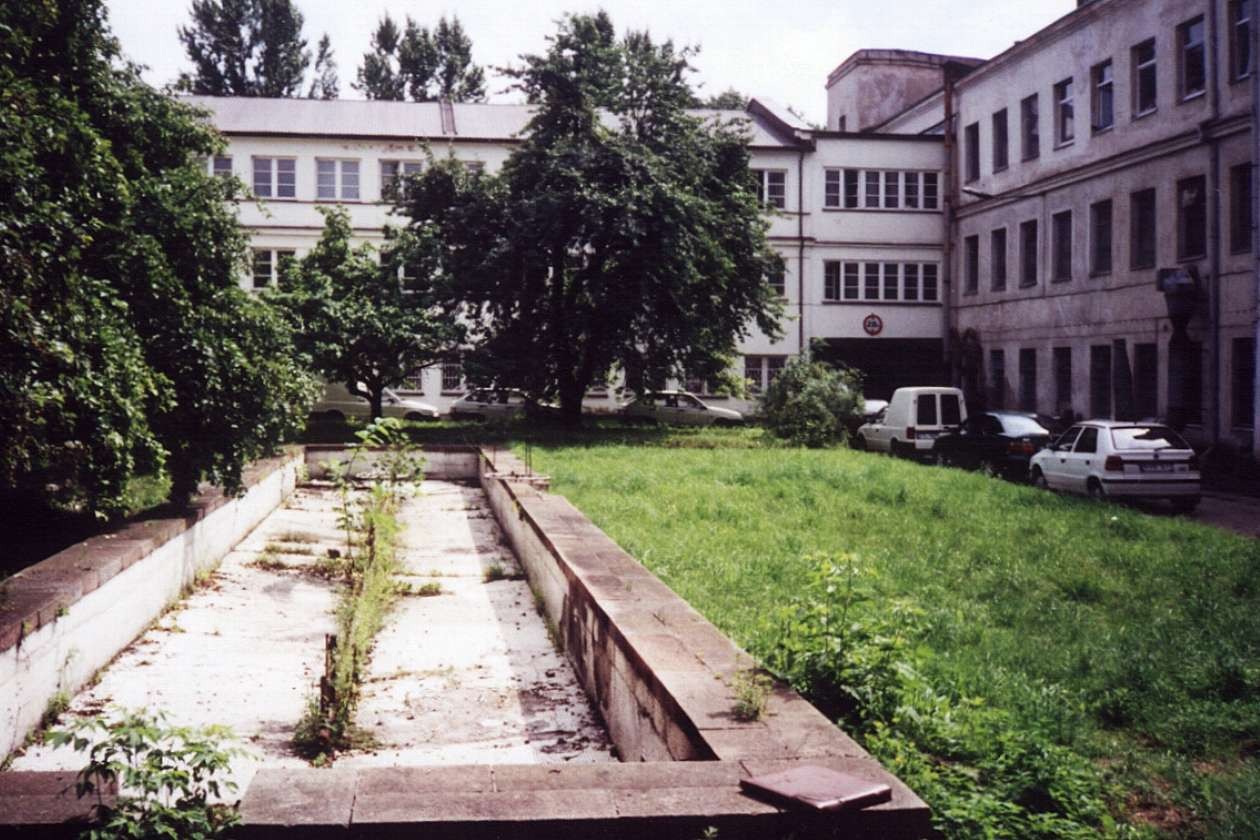
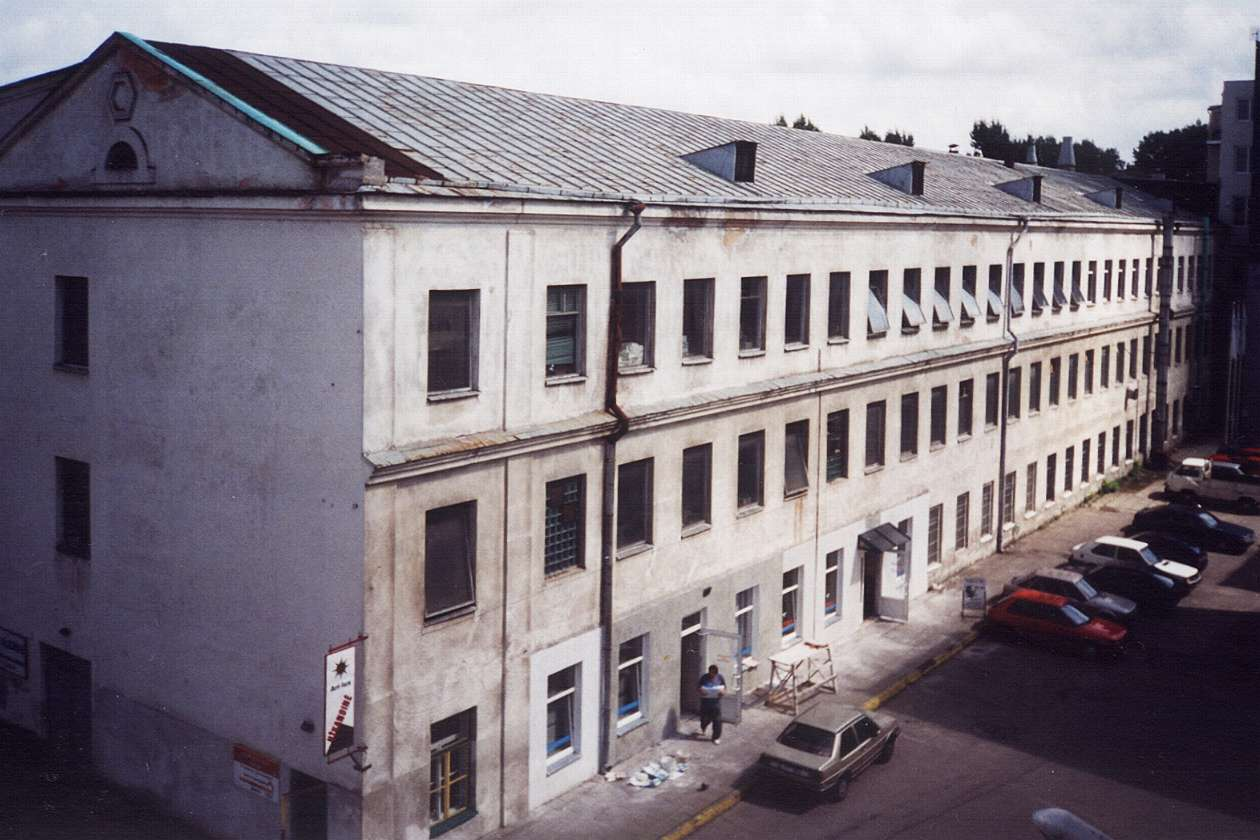

Mitte Oktober 1943 umstellten die SS und Angehörige einer litauischen Sondereinheit die Wohnblöcke, nachdem die Männer in die Pelzfabrik gebracht worden waren. Sie wählten 30 Menschen aus, die nicht zu den Familien gehörten oder die ihnen verdächtig erschienen. Diese brachten sie nach Ponary, wo sie erschossen wurden. Trotzdem fanden anschließend noch 200 „illegale“ Juden Zuflucht im Lager Kailis. Einen Teil von ihnen registrierte der Leiter der Pelzfabrik, Friedrich, als Arbeiter. Den anderen Teil schickte er in Absprache mit dem Major Plagge vom Heereskraftfahrpark 562 in das Lager Subocz-Straße. Karl Plagge gelang es, mindestens 250 seiner ihm zugewiesenen jüdischen Zwangsarbeiter vor der Ermordung zu retten.
Am Morgen des 27. März 1944 wurden die Kinder des Lagers durch den SS-Unterscharführer Richter zu einem Appell zusammengerufen. Es wurde erklärt, dass sie zu einer medizinischen Untersuchung in das nahe gelegene Militärkrankenhaus gebracht würden. Da solche Aktionen bereits öfter stattgefunden hatten, schöpfte man keinen Verdacht. Aus dem Krankenhaus wurden die Kinder dann von SS-Männern und einer litauischen Einheit auf Lastwagen gezerrt. Etwa 200 Kinder wurden mit großer Wahrscheinlichkeit in Ponary erschossen. Wenigen Kindern gelang es, sich im Krankenhaus zu verstecken und ins Lager zurückzukehren, einigen soll es gelungen sein, vom Lastwagen zu springen.
Am 3. Juli 1944 wurde durch Angehörige der Außenstelle der Sicherheitspolizei und des SD Wilna auch das Lager Kailis liquidiert, die meisten Häftlinge wurden von ihnen in Ponary erschossen.
Der bereits erwähnte Gideon Arye berichtet in seinen Erinnerungen, dass er unmittelbar nach dem Einmarsch der Russen in Wilna zusammen mit seinem ebenfalls überlebenden Vater eine Zeit lang wieder in der Pelzfabrik tätig war; die Mutter und sein Bruder waren umgebracht worden.